# Ottokar Janetschek

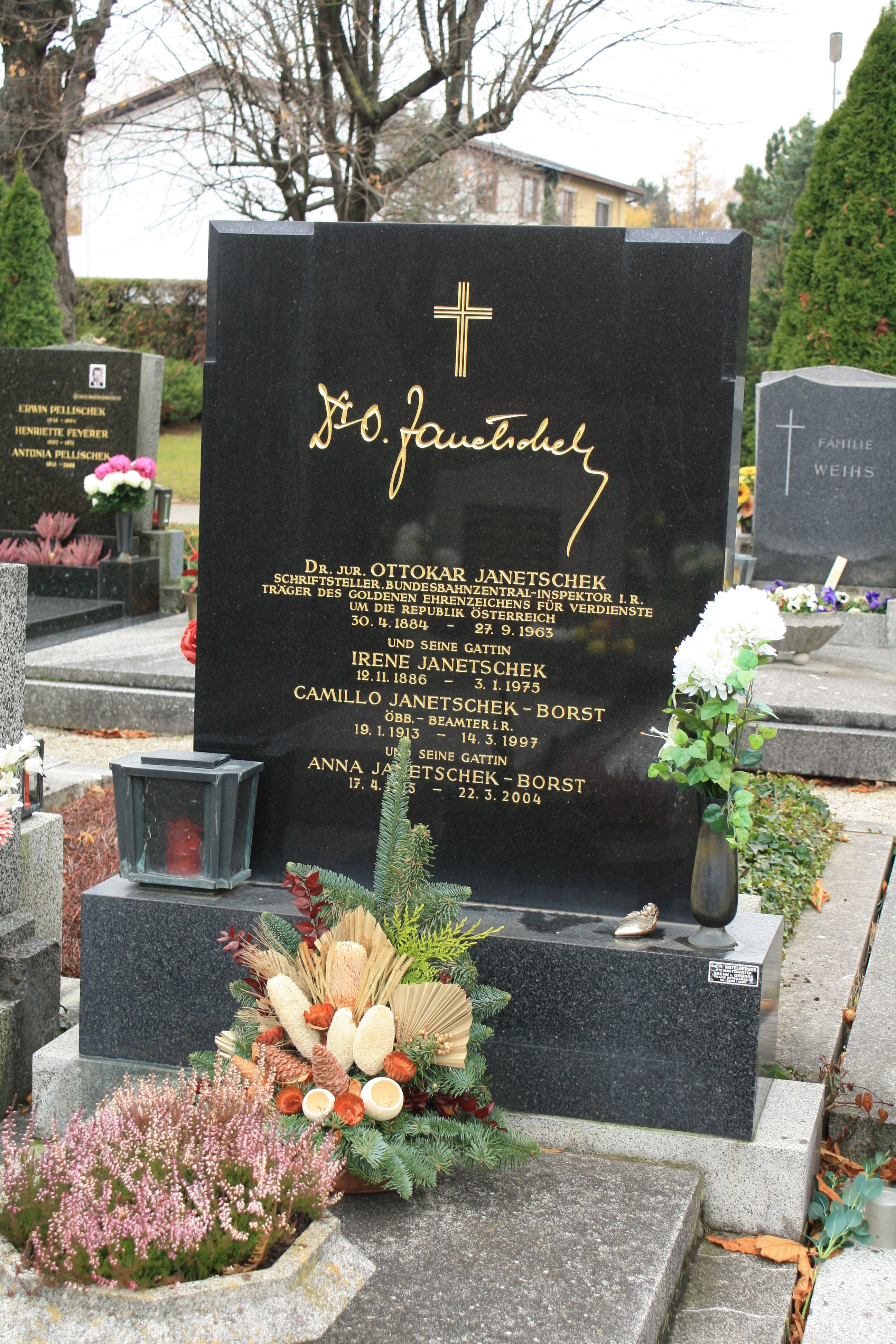
Grabmal am Friedhof in Perchtoldsdorf

Ottokar Janetschek (* 30. April 1884 als Ottokar Janeček in Heiligenkreuz, Niederösterreich; † 27. September 1963 in Wien-Mariahilf) war Bahninspektor und Schriftsteller.

## Leben und Wirken
Ottokar Janetschek stammte aus Heiligenkreuz. Sein Vater war Schmiedemeister in einem Haus unweit vom Stift gelegen, das heute noch steht und als Alte Schmiede (Hausnummer 22) bekannt ist. Die Schule besuchte er als Sängerknabe im Stift Heiligenkreuz, wo er maturierte. Im Zuge seiner musikalischen Ausbildung erlernte Janetschek auch Violine und Orgel. Nach dem I. Weltkrieg ließ er die Schreibweise seines Namens von „Janeček“ auf „Janetschek“ eindeutschen, welches ihm vom Magistrat Wien am 20. April 1921 bewilligt wurde.  Neben seiner Tätigkeit bei der Bundesbahn absolvierte Janetschek berufsbegleitend das Jus-Studium an der Wiener Universität und avancierte in der Zwischenkriegszeit vom Bahnbeamten zum Bundesbahn-Zentralinspektor.
Seine Schriftstellerei geht auf ein Zusammentreffen mit Peter Rosegger 1906 am Semmering zurück. Mitte der 1920er Jahre begann er neben seiner Eisenbahnertätigkeit für Zeitungen zu schreiben. Als Schriftsteller publizierte Janetschek 18 biografische und historische Romane. Der berühmteste Roman, der heute noch aufgelegt wird, ist  „Der Raxkönig“: Der Roman schildert Georg Hubmer heroisierend als Holzfäller und Schwemm-Meister. Hubmer, der erst nach dem Erfolg des Janetschek Romans als Raxkönig bekannt wurde, war für die Errichtung einer evangelischen Schule und eines Bethauses verantwortlich und in diesem Zusammenhang ein besonders sozial-gesinnter Arbeitgeber für Hunderte von Arbeiterfamilien.
Ottokar Janetschek heiratete die Offizierswitwe Irene Borst und ließ sich 1938 in Perchtoldsdorf nieder. Er beantragte am 6. Mai 1940 die Aufnahme in die NSDAP, wurde aber wegen ehemaliger Logenzugehörigkeit abgelehnt. Er starb 1963 in Wien VI., Liniengasse Nr. 6 und wurde am Perchtoldsdorfer Friedhof begraben.

## Werke
- Mozart, ein Künstlerleben (1924)
- Der Titan (Beethoven; 1927)
- Schuberts Lebensroman (1928)
- Der Herzog von Reichstadt (1929)
- Der Napoleonbauer (1930; Semmeringbahn)
- Sobieski. Kreuzzug nach Wien (1934)
- Der Raxkönig (1941)
- Kaiser Franz Josef (1949)
- Der König und sein Meister (1952)
- Die Primadonna (1955)

## Auszeichnungen
- Goldenes Ehrenzeichen für Verdienste um die Republik Österreich

## Würdigung
Nachdem ein Teil seiner Romane an seinem letzten Wohnort in Perchtoldsdorf (Dr. C. Pirquet-Straße 44) entstand, wurde 1978 eine eigene Straße nach ihm benannt.